# Incident aérien

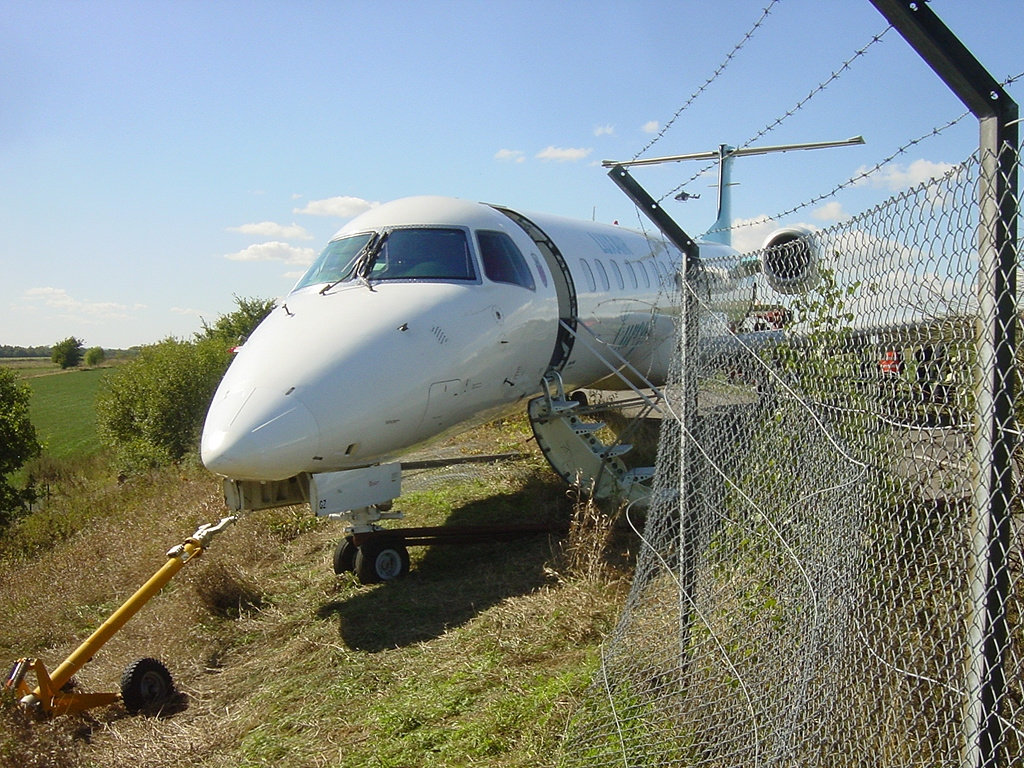
Embraer ERJ-145 de la compagnie Luxair. Juste après l'atterrissage du à Luxembourg-Findel, le 23 septembre 2023, l'avion a dévié vers la droite et a quitté la piste. Personne n'a été blessé.

Les termes incident et incident grave sont précisément définis par des textes internationaux.
- Incident : événement autre qu'un accident, lié à l'utilisation d'un aéronef qui compromet ou pourrait compromettre la sécurité de l'exploitation.

- Incident grave : incident dont les circonstances indiquent qu'un accident a failli se produire.

Ils sont relevés et analysés par les constructeurs aéronautiques, les compagnies aériennes et les organismes de la sécurité aérienne.